# Sankt Katharinen (Bad Kreuznach járás)
Sankt Katharinen település Németországban, Rajna-vidék-Pfalz tartományban. Lakosainak száma 371 fő (2023. december 31.).

## Szomszédos községek
- Sommerloch (észak)
- Roxheim (kelet)
- Mandel (dél)
- Braunweiler (nyugat)

## Népesség
A település népességének változása:
| Lakosok száma | 189  | 379  | 373  | 387  | 381  | 371  |
|               | 1975 | 2017 | 2019 | 2021 | 2022 | 2023 |